# 関泰祐
関 泰祐（せき たいすけ、1890年10月25日 - 1988年2月10日）は、日本のドイツ文学者、翻訳家。

## 経歴
1890年、京都府で生まれた。東京帝国大学独文科で学び、卒業。
卒業後は教員となり、新潟高等学校教授、静岡高等学校教授、第一高等学校教授を務めた。水戸高等学校校長。
戦後は一橋大学教授に就いた。その後、学習院大学教授、国士舘大学教授を務めた。

## 研究内容・業績
トーマス・マン、ゲーテ、テオドール・シュトルムなどを訳した。

## 家族・親族
- 夫人：関みさをは国文学者。歌人。 東京府立第一高等女学校で教諭を務めた。
- 息子：関楠生はドイツ文学者。東京大学教授を務めた。
- 娘：国文学者の市古貞次に嫁いだ。

## 著作
著書
- 『ドイツ語新コース』大学書林 1964
- 『若き日のゲーテ 詩と真実』社会思想社(現代教養文庫) 1968
- 『ゲーテの生涯：人間と作家』社会思想社(現代教養文庫) 1970
- 『秋窓譜』立花書房 1977
- 『風の菩提樹』(訳詩集) 郁文堂 1981
- 『冬薔薇』(句集) 立花書房 1982
- 『青蘆集』立花書房 1985

共編著
- 『獨逸語讀本』郁文堂書店 1947
- 『新制ドイツ文法読本』阿部賀隆 改訂版 第三書房 1957

訳書
- 『オランダ派フランドル派四大画家論』ボーデ著、岩波書店　1926
- 『世襲山林監督 悲劇』オットー・ルードヴィヒ著、岩波書店 1926
- 『みづうみ』シュトルム著、岩波文庫 1936
- 『青春彷徨：ペーター・カーメンチンド』ヘッセ著、岩波文庫 1937
- 『愉しき放浪児』アイヒェンドルフ著、岩波文庫 1938
- 『青春は美し・秋の徒歩旅行』ヘッセ著、岩波文庫 1939
- 『山の彼方』ヴィルヘルム・シュミットボン著、白水社 1939
- 『魔の山』(全4巻) トオマス・マン著、望月市恵共訳 岩波文庫 1939-1941
  - 改版 1988
- 『月夜の輪舞』リカルダ・フーフ（英語版）著、郁文堂(ドイツ女流作家叢書) 1941
- 『片意地娘(ララビアータ)』パウル・ハイゼ著、岩波文庫 1942
- 『タウゲニヒツ・大理石像』アイヒェンドルフ著、青木書店 1944
- 『オルレアンの処女』(シラー選集 5) 冨山房 1944
- 『ウイルヘルム・マイステル修業時代』(ゲーテ全集 10・11) ゲーテ著、育生社 1948
  - 改題文庫化『ウィルヘルム・マイステルの遍歴時代』岩波文庫
- 『白馬の騎者』シュトルム著、筑摩書房 1950
  - 文庫化 角川文庫
- 『カプリ島の婚礼・星を覗く人・忘られぬ言葉』ハイゼ著、郁文堂出版 1951
- 『美しき魂の告白』ゲーテ著、角川文庫 1951
- 『恋ぶみ濫用』ケラー著、岩波文庫 1951
- 『アルプスの少女』ヨハンナ・スピリ著、阿部賀隆共訳、角川文庫 1952
- 『ファウスト博士』(全3巻) マン著、関楠生共訳、岩波書店 1952-1954
  - 文庫化 岩波文庫
- 『マルテとその時計・陽光のなかに・アンゲーリカ・海のかなたより・聖ユルゲンにて・三色すみれ・プシーヒェ・白馬の騎者』シュトルム著、河出書房 1952
- 『ミニヨン』ゲーテ著、角川文庫 1953
- 『山のかなた・幸福の船』シュミットボン著、岩波文庫 1955
- 『大理石像・デュランデ城悲歌』アイヒェンドルフ著、岩波文庫 1955
- 『海の彼方から』シュトルム著、角川文庫 1956
- 『大学時代・広場のほとり』シュトルム著、岩波文庫 1958
- 『聖ユルゲンにて』シュトルム著、角川文庫 1959
- 『人生について ゲーテの言葉』ゲーテ著、現代教養文庫 1961